# Oliver Ibielski
Oliver Ibielski (30 de enero de 1971-25 de diciembre de 2017) fue un deportista alemán que compitió en remo. Ganó tres medallas en el Campeonato Mundial de Remo entre los años 1996 y 1998.

## Palmarés internacional
| Campeonato Mundial | Campeonato Mundial       | Campeonato Mundial | Campeonato Mundial      |
| Año                | Lugar                    | Medalla            | Prueba                  |
| ------------------ | ------------------------ | ------------------ | ----------------------- |
| 1996               | Motherwell (Reino Unido) | Medalla de plata   | Cuatro scull ligero     |
| 1997               | Aiguebelette (Francia)   | Medalla de plata   | Cuatro scull ligero     |
| 1998               | Colonia (Alemania)       | Medalla de oro     | Ocho con timonel ligero |